# Scott (hrabstwo Crawford)
Scott – miasto w Stanach Zjednoczonych, w stanie Wisconsin, w hrabstwie Crawford.